# Indigofera hebepetala
Indigofera hebepetala är en ärtväxtart som beskrevs av John Gilbert Baker. Indigofera hebepetala ingår i släktet indigosläktet, och familjen ärtväxter.

## Underarter
Arten delas in i följande underarter:
- I. h. glabra
- I. h. hebepetala

## Bildgalleri

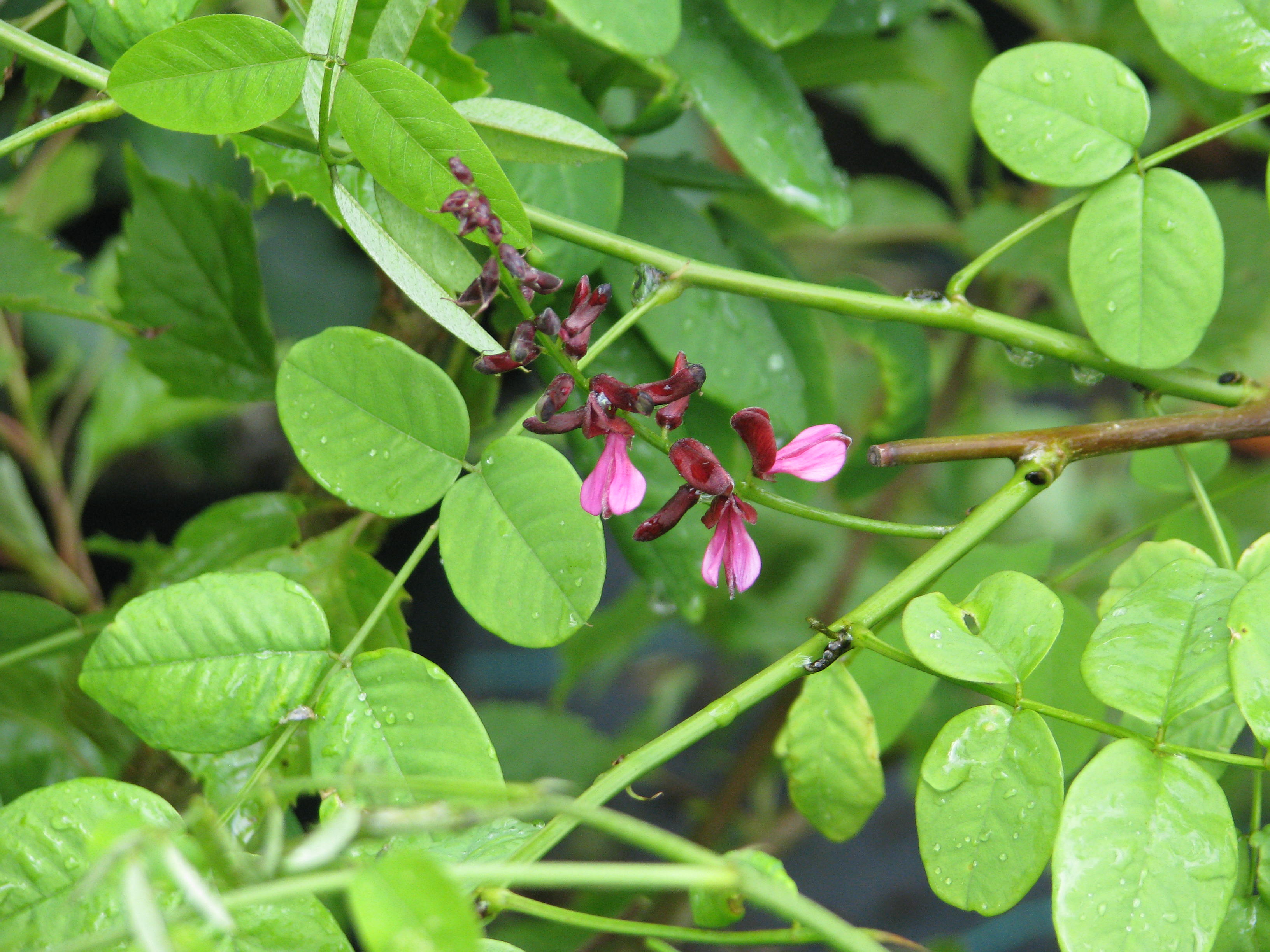